# Jimmy Kirvesmäki
Jimmy Johannes Kirvesmäki, född 9 mars 1989 i Borås, är en svensk journalist och dokumentärfilmare. Han är anställd på SVT Nyheter och har tidigare varit reporter på TV4 Nyheterna.
Kirvesmäki ligger bakom de uppmärksammade dokumentärerna Nytorgsmannen och Transkriget. Han har blivit nominerad till Guldspaden och Prix Europa.